# Лом
Вижте пояснителната страница за други значения на Лом.
Лом е град в област Монтана, Северозападна България. Разположен е по поречието на река Дунав, при вливането в нея на река Лом. Отстои на 162 km северно от София, на 56 km югоизточно от Видин, на 50 km северно от Монтана и на 42 km западно от Козлодуй. Лом е административен и стопански център на едноименната община Лом. Населението на града към края на 2009 г. е 24 300 жители, което го прави второто по големина населено място в областта.
По данни на ГРАО към 15 септември 2023 г. в града живеят 21 575 души по настоящ адрес и 23 973 души по постоянен адрес.

## География
Град Лом е разположен в близост до устието на едноименната река Лом. Развитието му като голям речен пристанищен център, втори по значение за България след Русе, се определя от това, че е най-близкото пристанище до столицата.
Квартали на Лом: Боруна, Люляците, Зорница, Калетата, Младост, Младеново, Момин брод, Стадиона, Хумата.

## Население
Към 15 септември 2015 година в Лом живеят 23 980 жители по настоящ адрес.
Национален състав на населението според официалното преброяване от 1 февруари 2011 година:
| Националност   | Брой лица | Процент |
| -------------- | --------- | ------- |
| Българи        | 17 354    | 79,4%   |
| Цигани         | 4231      | 19,3%   |
| Турци          | 47        | 0,2%    |
| Други          | 49        | 0,2%    |
| Неопределен    | 188       | 0,9%    |
| Общо население | 22 075    |         |

Долната таблица показва изменението на населението на града в периода от 1887 до 2009 г.:
| Лом | Лом  | Лом    | Лом    | Лом    | Лом    | Лом    | Лом    | Лом    | Лом    | Лом    | Лом    | Лом    | Лом    | Лом    | Лом    |
| --- | ---- | ------ | ------ | ------ | ------ | ------ | ------ | ------ | ------ | ------ | ------ | ------ | ------ | ------ | ------ |
| година | 1887 | 1910   | 1934   | 1946   | 1956   | 1965   | 1975   | 1985   | 1992   | 2001   | 2005   | 2007   | 2009   | 2011   | 2021   |
| население | 8199 | 11 081 | 14 658 | 15 255 | 22 902 | 28 196 | 30 540 | 32 121 | 31 133 | 27 897 | 25 626 | 24 971 | 24 300 | 22 507 | 21 892 |
| Източници: Национален състав на населението, Citypopulation.de, Pop-stat.mashke.org и Географски институт при БАН |      |        |        |        |        |        |        |        |        |        |        |        |        |        |        |

## История

### Античност и Средновековие
Основан е още от траките с името Артанес. След тях римляните строят пътна станция и кастел, а селището наричат Алмус. Според Константин Иречек имената на днешния град и река Лом са славянизирана версия на посоченото латинско название. Античните останки са разкрити сред днешния кв. „Калетата“ в града и са обявени за паметник на културата с национално значение през 1971 г. При авариен ремонт на канализация през 2015 г. е унищожена част от антична фортификационна кула, която се намира на 50 м южно от проучените части от западната крепостна стена, в непосредствена близост до днешния Републикански път II-81.
В началните десетилетия на II век Алмус принадлежи административно в областта Рациария в провинция Горна Мизия. Археологически свидетелства за този период се откриват с печати на Първа и Втора кохорта на V Македонски легион, квартирувал в близкия Ескус през III в. сл. Хр. Сведения за Алмус от този период се съдържат в Пойтингеровата карта, „Пътеводителя на император Антонин“, "Списъка на служебните рангове, съчиненията „За постройките“ на Прокопий и „Гетика“ на Йорданес. Епиграфски паметници от античността, свързани с Алмус, са публикувани от Богдан Филов, Гаврил Кацаров, Феликс Каниц, Константин Иречек.
През османския период в района на Калето се разполага Турската махала, която е опасана с висок, четириъгълен землен вал с кръгли бастеи в ъглите и две порти.

### Ново време
Алмус е обозначен и върху някои западноевропейски карти от XVI в., като тези на Абрахам Ортелий. Предполага се, че селището в днешните си граници е основано през 1695 г. Името Лом паланка се споменава за първи път през 1704 г. Според съществуващата тогава практика, паланка се наричало населено място, което е нещо средно между село и град по големина и значение. През 1798 г. Лом пострадва от кърджалиите. Според Каниц и Фехер изгонени от Русия татари се заселват в Поломието, а много българи се изселват в напустнатите от татарите места.
С развитието на корабоплаването по Дунав след 1830 г. нараства и значението на града. Голям тласък в развитието му дава построяването на шосето до София и превръщането му в главно експортно пристанище за Виена (Австрия). Това оказва и голямо влияние върху архитектурата на града. Към 1869 г. в него е имало около 120 магазина, 148 търговски кантори, 175 бакалници, 34 кафенета, 6 хотела, 2 мелници. Градът е бил струпан около старото кале, в което се влизало през „капии“ (порти) – Видинска, Белоградчишка, Софийска. Ломските търговци разнасяли стоки по всички големи панаири. Лом се гордее с възрожденските си традиции. В него е основано едно от първите читалища в България (1856 г.), създадено е първото женско дружество в България (1858), играе се едно от първите театрални представления в страната. Тук работи народният будител Кръстьо Пишурка. За този период на Лом подробно свидетелства Константин Иречек в своя Български дневник, след като пристига през 1879 г. в Княжество България през Ломското пристанище. През 1880 г. градът наброява 7500 жители.

## Религии
Основното вероизповедание е християнството. Преобладаваща е източно-православната църква, като втори по значимост са протестантските църкви (адвентисти, баптисти, Българска божия църква).

## Политика
- 2023 г. – Цветан Цветанов (ГЕРБ) печели на първи тур с 54,88%
- 2019 г. – Георги Гаврилов (ГЕРБ) печели на първи тур с 59,85%
- 2015 г. – Пенка Пенкова (ГЕРБ) печели на първи тур с 52,56%
- 2011 г. – Иво Иванов (ГЕРБ) печели на втори тур с 53% срещу Пенка Пенкова (БСП).
- 2007 г. – Пенка Пенкова (Независим кандидат) печели на първи тур със 73% преднина пред останалите кандидати.
- 2003 г. – Пенка Пенкова (НДСВ) печели на втори тур с 53% срещу Жори Алексиев (БСП, ДПС, ПД Социалдемократи).
- 1999 г. – Руси Русинов (ОДС) печели на втори тур с 55% срещу Жори Алексиев (БСП и леви сили).
- 1995 г. – Богомил Колчев (независим) печели на втори тур с 57% срещу Недялка Трайкова (Предизборна коалиция БСП, БЗНС Александър Стамболийски, ПК Екогласност).
- 1991 – 1995 г. – инж. Йордан Кирилов Йорданов – първият демократично избран кмет на град Лом след 1944 г. Избран е с подкрепата на БЗНС – Никола Петков и СДС на втори тур с 12 800 гласа (или 51%) срещу Иван Трендафилов (БСП).

## Обществени институции
- Неправителствени организации
  - Фондация „Жени за Лом“
  - „Център за младежки инициативи – Лом“

## Забележителности
В града:
- Градски исторически музей – помещава се в забележителна стара сграда на общинската управа
- Антична крепост Алмус – запазени са основите
- Дунавски парк – изцяло обновен през 2011 г.
- Читалище „Постоянство“
- Сградата на бившето Педагогическо училище
- Борунска черква
- Паметник на Цеко войвода (1807 – 1881), участник в борбите за освобождение на Сърбия и провъзгласен от правителството и за войвода

В околностите:
- Останки от Аспаруховия ров (на 4 km югоизточно).
- река Дунав, по брега на която има построени почивни бази, заведения, места за отдих и спорт; голямата река предоставя чудесни възможности за риболов, водомоторни спортове, воден туризъм и много други дейности.

## Спорт
Футбол
- 20.06.1921 Основан СК „Левски“ (Гьолска махала), 1923 СК „Будьони“ се закрива, 1924 СК „Огризан кокал“ се преименува на СК „Борислав“, 1924 СК „Борислав“, СК „България“ и СК „Ураган“ образуват СК „Мария Луиза“ (Казармата), 1924 СК „Вулкан“ се преименува на СК „Celtic“, 1924 СК „Celtic“ се преименува на СК „Цар Борис III“ (Казармата), 1924 СК „Левски“ става член на Българската национална спортна организация, 1925 СК „Славейков“ се обединява със СК „Левски“.
- 1930 Основан СК „Менаптем 1“ (Циганската махала), 1934 СК „Мария Луиза“ се преименува на Офицерски СК „Княгиня Мария Луиза“, 1937 Офицерски СК „Княгиня Мария Луиза“ играе в Лом приятелска среща с Националния отбор по футбол, загубен с 4 – 10, 1937 СК „Левски“ играе в Лом приятелска среща с Националния отбор по футбол, загубен с 3 – 4.
- 1937 Основан СК „Княз Симеон Търновски“ (Казармата)
- 1939 Основан Работнически СК (Панаирска махала)
- 1940 СК „Ботев“
- 1945 Всички спортни дружества са закрити и се образува СК „Левски-45“, 1946 СК „Левски-45“ е преименуван на СК „Възрожденец“, 1947 СК „Възрожденец“ е преименуван на СК „Републиканец“.
- 1948 Основани са ФК „Ботев“, ФК „Дунав“, ФК „Торпедо“, ФК при Дом на Народната армия, ФК „Строител“, ФК „Динамо“, Доброволни спортни организации „Урожай“ и „Спартак-МВР“. Започва Градско първенство.
- 1949 Основани са ДСО „Локомотив“ и ДСО „Червено знаме“, 1954 ДСО „Локомотив“ влиза в „Б“ РФГ, 1955 ДСО „Локомотив“ и ДСО „Червено знаме“ се обединяват под името

ФД „Левски“, 1956 ФД „Левски“ е победител в Северозападна „Б“ РФГ, 1956 ФД „Левски“ играе приятелски мач в Лом с отбора на Китайската народоосвободителна армия и губи с 3 – 4, 1960 ФД „Левски“ изпада в Северозападна „В“ РФГ, зона Мизия, 1967 ФД „Левски“ влиза отново в Северна „Б“ РФГ, 1967 ФД „Левски“ играе в Лом приятелска среща с Националния отбор по футбол, загубен с 1 – 5, 1969 ФД „Левски“ е преименуван на ФД „Дунав“, 1974 ФД „Дунав“ изпада в Северозападна „В“ РФГ, зона Мизия, 1975 ФД „Дунав“ влиза отново в Северна „Б“ РФГ, 1976 ФД „Дунав“ изпада в Северозападна „В“ РФГ, зона Мизия, 1992 ФК „Дунав“ влиза отново в Северна „Б“ РФГ, 2003 Възстановен ФК „Мария Луиза“, играещ във В група, 2009 ФК „Мария Луиза“ е разформирован и прекратява съществуване.
- 2009 ФК „Алмус Биър“ с. Сталийска махала („В“ Група) започва да играе домакинските си срещи на ломския стадион.
- 2012 Създадени са ФК „Поломие 2012“, ФК „Левски 2012“ и ФК „Алмус 2012“, 2015 ФК „Левски 2012“ влиза в „А“ ОФГ Монтана, 2016 ФК „Левски 2012“ е изваден от участие в „А“ ОФГ Монтана, а ФК „Алмус 2012“ печели промоция в „А“ ОФГ Монтана чрез спечелен бараж

Други спортове
- Клуб по спортна акробатика „Олимп“
- Клуб по водомоторен спорт „Порт Лом“
- Клуб по бадминтон
- Клуб по конен спорт

## Редовни събития
Всяка година около 17 септември са традиционните панаирни дни на град Лом.
В дните на „Джулай морнинг“ се организира мотосъбор в местността „Стрелбището“. Организатор на събитието е мотоклуб „Ягула“. Събитието винаги съвпада с July morning, което традиционно се празнува и в Лом.
На 17 септември („Вяра, Надежда, Любов“) е празникът на град Лом. С решение № 171/21.07.1993 г. общинският съвет на община Лом е избрал този обичан църковен празник за Ден на Лом. Това е християнският празник на светиците Вяра, Надежда и Любов, както и на майка им – света София. На тях са наречени основните религиозни добродетели: мъдрост, вяра, надежда и любов.
По традиция в празничния ден в най-големия местен храм „Успение Богородично“ се отслужва тържествена света литургия за здраве и щастие на ломчани. Задължителен елемент е и тържественото заседание на общинския съвет, на което се връчват почетните звания „Почетен гражданин на гр. Лом“ и „Кръстьо Пишурка“ за изключителни заслуги в различни области.
От 2012 г. в града се организира рок фестивал „Рок вълнение“, като са се провели 8 издания – две през 2012-а и по едно в следващите години. Целта на фестивала е популяризирането на млади групи и излизането им на една сцена с утвърдени имена на българската рок музика. През годините на сцената на фестивала са излизали знаменитости като Васко Кръпката и Подуене блус бенд, Б.Т.Р. и Джон Лоутън, Обратен ефект и други, както и изтъкнати млади банди като The Lefties, Hurleur (Сърбия) и Лопатарка.

## Известни личности
Родени в Лом
- Александър Белев (? – 1944), политик
- Александър Райчев, композитор
- Александър Чирков (1938 – 2020), кардиохирург, извършил първата сърдечна трансплантация в България (1986)
- Андрей Андреев (p. 1943), лекар
- Антон Торньов, (1868 – 1942), архитект
- Асен Партениев (1876 – 1905), революционер
- Бойчо Бойчев (1902 – 1971), лекар, основоположник на травматологията и ортопедията в България
- Боян Смилов (1885 – 1947), политик
- Виолета Минкова (1932 – 1992), актриса
- Владимир Шкодров (1930 – 2010), астроном
- Георги Иванов, български революционер от ВМОРО, четник на Никола Груйчин[16]
- Георги Чаушов (1938 – 2023), художник и аниматор
- Данаил Петров (р. 1951) – гръден хирург, професор
- Екатерина Благоева (р. 1933), географ и ландшафтовед
- Емил Андреев (р. 1956), писател
- Емил Минков (1930 – 2003), музикант – цигулар и концертмайстор
- Игор Дамянов (1953 – 2019), политик
- Искра Фидосова (р. 1971), политик, депутат в XLI и XLII НС
- Йордан Гаврилов (1904 – 1997), професор, основател на Детската музикална школа в Лом
- Кирил Дрангов (1901 – 1946), революционер, син на Борис Дрангов
- Марион Колева (1956 – 2023), журналистка
- Мариян Огнянов (р. 1988), футболист
- Милко Бечев (1926 – 1988), архитект.
- Милчо Горанов (1928 – 2008), футболист, играл в Славия и Националния отбор, бронзов медалист от Летни олимпийски игри 1956
- Михаил Кантарджиев (1910 – 2002), шахматист, държавен шампион 1937 г., участник в Олимпиадата в Буенос Айрес 1939 г.
- Михаил Лазаров, български революционер от ВМОРО
- Никола Логофетов (1880 – 1945), депутат, председател на XXV народно събрание, адвокат в Лом
- Никола Първанов (1837 – 1872), възрожденски просветител и книжовник, създател на класното училище
- Обретен Евстатиев (1891 – 1946), диригент
- Петър Берковски (1852 – 1892), съратник на Левски, опълченец, общественик
- Първан Драганов (1890 – 1945), офицер и политик
- Симеон Пиронков (1927 – 2000), композитор
- Тодор Боров (1901 – 1993), библиограф
- Тодор Йончев (1859 – 1940), учител и общественик, ръководител на българската делегация на Първите олимпийски игри през 1896 г. в Атина
- Тодор Христов Петров (1919 – 1992), художник
- Тодор Пиронков (1891 – 1962), цирков артист
- Теди Александрова (р. 1990), попфолк певица
- Ралчо Трашлиев (1930 – 2014), психиатър, професор по педагогика
- Цветан Иванов Цветков (1938 – 2013), хирург и политик, народен представител в Седмото велико народно събрание (1990 – 1991)
- Цветан Минков (1891 – 1967), писател и литературен критик
- Цветан Тодоров (1899 – 1962), езиковед
- Ценко Цветанов (1904 – 1960), писател и библиограф
- Чавдар Чакъров (1977 – 2005), художник
- Яна Язова (1912 – 1974), писателка

Починали в Лом
- Кръстьо Пишурка (1823 – 1875), просветен и театрален деец, народен будител
- Мирон (Мирче) Илиев (? – 1914), български иконописец

Други хора, свързани с Лом
- Еремия Българов (около 1836 – 1868), четник на Х. Димитър и Ст. Караджа, учи в града в средата 50-те години на XIX век
- Стефан Тошев (1859 – 1924), генерал, командва Ломпаланска № 7 пеша дружина през 1885 г.
- Димитър Маринов (1846 – 1940), етнограф, основател и пръв директор на Етнографския музей, израства и учи в града
- Михаил Димитров Дафинкичев (1881 – 1966), академик, изследовател на Ботев, завършил Педагогическото училище
- Димитър Списаревски (1916 – 1943), летец, живял в града от 1919 до 1931 г.
- Евгени Миланов (1945), професор, доктор на науките, инженер, заместник-директор на Центъра по хидро- и аеродинамика към БАН
- Луи Айер (1865 – 1916), швейцарец, съосновател на спортното движение в България, учител по физическо възпитание в града през 1894 г.
- Йонас Басанавичус (1851 – 1927), литовски общественик, лекар в града през 1878 – 1882
- Доньо Донев (1929 – 2007), художник, учи в гимназия „Найден Геров“
- Борис Дрангов (1872 – 1917), офицер, служил във 2-ри конен полк в града от 1898 до 1903 г.
- Пантелей Зарев (1911 – 1997), литературен критик, живее в града от средата на 1920-те до 1936 г.
- Емануил Иванов (1857 – 1925), математик, учител в гимназията през 1883 – 1885
- Васил Кънчов (1862 – 1902), учен, завършва гимназия през 1884 г.
- Георги Марковски (1941 – 1999), писател, завършва гимназия през 1959
- Петър Панчевски (1902 – 1982), офицер, завършва педагогическо училище през 1923 г.
- Емануил Попдимитров (1885 – 1943), поет, учител в града 1912 г.
- Георги Стоянов (1874 – 1917), поет, завършва педагогическо училище през 1894 г.
- Недялка Трайкова, (р. 1942), филолог, директор на читалище „Постоянство“
- Павел Христов (1874 – 1922), революционер, завършва гимназия през 1894 г.
- Тодор Борисов (1922 – 2008), адвокат
- Сашко Гаврилов – немски цигулар, син на Йордан Гаврилов
- Хернани Цибрански (1931 – 2006), зъболекар, музикант, културен деятел

## Други
На Лом са наречени булевард „Ломско шосе“ (Карта) и улица „Ломска“ (Карта) в София.